# Sweet (киберспортсмен)
Чун Юнхи (род. 14 ноября 1985), также известный под ником «Sweet» — профессиональный корейский киберспортсмен, игрок в Warcraft III (нежить).

## Карьера

### Международное признание
После выхода игры Warcraft III: Reign of Chaos в 2002 году Юнхи Чун быстро становится одним из сильнейших игроков Южной Кореи, страны, в которой киберспорт в то время был наиболее развит. Он принимает участие в нескольких лигах и показывает отличные результаты, входя в тройку лучших в двух крупнейших турнирах: MBC Sonokong Prime League II и Sonokong OnGamenet II. В то время он играет за команду SAINT Proteam, которая распадается в 2004 году, после чего Чун Юнхи становится свободным агентом. Всё подразделение по игре Warcraft III становится частью команды SK Gaming, завоёвывающей всё более сильные позиции в Азии. Переход в состав одной из самых известных команд мира делает Юнхи мировой знаменитостью.
К 2004 году Чун Юнхи представляет корейский киберспорт во всём мире, квалифицируясь на нескольких международных турнирах. В то время остальные корейские спортсмены нечасто участвовали в международных турнирах, предпочитая внутренние соревнования.
В 2004 году Чун Юнхи представляет свою страну на Electronic Sports World Cup в Париже, а также ACON4 в Шанхае, помимо этого доходит до полуфинала корейской лиги MBC Daum Prime League IV. Четвёртое и третье место на указанных турнирах делают игрока наиболее известным корейским профессиональным игроком того времени. Он также становится первым игроком на азиатском ладдере Battle.net, достигшем пятидесятого уровня.
В результате Чун Юнхи признаётся одним из лучших игроков 2004 года в Warcraft III в мире. Так, например, он получает награду ESports Award как лучший игрок в Warcraft III, в то время как его партнёр по команде шведский игрок Фредрик Йоханссон становится лучшим киберспортсменом года.

### Чемпион мира
В начале 2005 года всё большую известность в мире получают другие корейские игроки: Чан Джэ Хо («Moon») и Даэ Хуй Чо («FoV»). Тем не мене, Чун Юнхи всё ещё считается одним из лучших игроков в мире, и приглашается на первый розыгрыш World e-Sports Games, где выбывает на стадии первого группового турнира. В мае 2005 года он подписывает контракт с китайской профессиональной командой World Elite. К этому времени он перестаёт выигрывать в крупных международных турнирах, да и в корейских соревнованиях выступает не лучшим образом.
Тем не менее, Чун Юнхи становится одним из четырёх корейских игроков, попавших в финальную часть Electronic Sports World Cup, проходящего в 2005 году в Париже. В четвертьфинале он проигрывает голландскому профессиональному игроку Мануэлю Шенхаузену («Grubby»).
Результаты игрока всё ухудшаются, и через несколько месяцев, пробившись в финальную часть World e-Sports Games, Чун Юнхи объявляет о намерении закончить карьеру после этого турнира и отправиться на службу в корейской армии. Однако «Sweet» побеждает на турнире, выигрывает 20 000$ и решает отложить службу в армии и продолжить выступления.

### Переезд в Китай
После победы на World e-Sports Games Чун Юнхи квалифицируется для выступления во втором розыгрыше турнира Blizzard Worldwide Invitational, проходящего в Сеуле, а затем и выигрывает турнир, переиграв в финале Мануэля Шенхаузена («Grubby»), выбившего его по ходу турнира в нижнюю сетку. Победа приносит игроку ещё 10 000$ и второй титул чемпиона мира за несколько месяцев.
В апреле 2006 года игрок переезжает в китайский город Чжанчжоу, чтобы принять участие в турнире Masters of the World e-Sports Games и попытаться защитить свой титул чемпиона. И хотя «Sweet» терпит поражение от партнёра по команде Ли Сяофена («Sky»), он решает остаться в Китае, присоединившись к команде Beijing eSport Team. Помимо этого вплоть до января 2007 года Юнхи выступает за SK Gaming на некоторых турнирах, что является частью предыдущего контракта игрока.
За время проживания в Китае «Sweet» принимает участие в нескольких престижных международных соревнованиях, таких как Stars War II, Stars War III, ProGamer League и этапе World Series of Video Games, проходящем в Чэнду. Победа в последнем приносит игроку возможность выступить в финале турнира World Series of Video Games, проходящем в Нью-Йорке. Это выступление стало первым за пределами Азии, начиная с Electronic Sports World Cup 2005. Высокий уровень игры Чун Юнхи подтверждает занятым вторым местом.

### Возвращение в Корею
В 2007 году Чун Юнхи возвращается в Южную Корею, в связи с чем возобновляет выступления в онлайн-турнирах. Так, например, Юнхи проходит в финальную часть четвёртого сезона Battle.net, проходящего в немецком Кёльне, и занимает там пятое место. И далее игрок выступает неплохо, занимая места вблизи призовой тройки.
В апреле 2008 году Чун Юнхи завершает выступления и уходит в армию.

## Бывшие команды
«Sweet» выступал за следующие профессиональные команды:
- World Elite
- Beijing E-sports Team

## Призовые
За свою профессиональную карьеру заработал более 65 тысяч долларов:
- 2004 год — 2000$
- 2005 год — 24968$
- 2006 год — 10500$
- 2007 год — 15150$
- 2008 год — 12950$

## Достижения
2005 год
- WEG 2005 Season III (Южная Корея, Сеул) — 20000$

2006 год
- Blizzard Worldwide Invitational 2006 (Южная Корея, Сеул) — 10000$
- WSVG Global Finals (США, Нью-Йорк) — 10000$

2007 год
- Digital Life 2007 Am (Китай, Чэнду) — 5300$
- Digital Life 2007 Pro (США, Нью-Йорк) — 3500$
- CEG Changchun Tour (Китай, Чанчунь) — 1450$
- Afreeca Warcraft III League Season 2 — 950$

2008 год
- PGL Season II (Китай, Пекин) — 2000$